# Pedicularis verticillata
La pedicolare a foglie verticillate (nome scientifico Pedicularis verticillata L., 1753)  è una pianta parassita appartenente alla famiglia delle Orobanchaceae.

## Etimologia
Il nome generico (Pedicularis) deriva da un termine latino che significa "pidocchio" e si riferisce alla convinzione che queste piante infestino di pidocchi il bestiame al pascolo; altri giustificano l'etimologia del nome del genere all'opposto, ossia in quanto si pensa che queste piante liberino la testa dai pidocchi. L'epiteto specifico (verticillata) fa riferimento alla particolare disposizione delle foglie cauline.
Il binomio scientifico della pianta di questa voce è stato proposto da Carl von Linné (1707 – 1778) biologo e scrittore svedese, considerato il padre della moderna classificazione scientifica degli organismi viventi, nella pubblicazione "Species Plantarum - 2: 608. 1753" del 1753.

## Descrizione

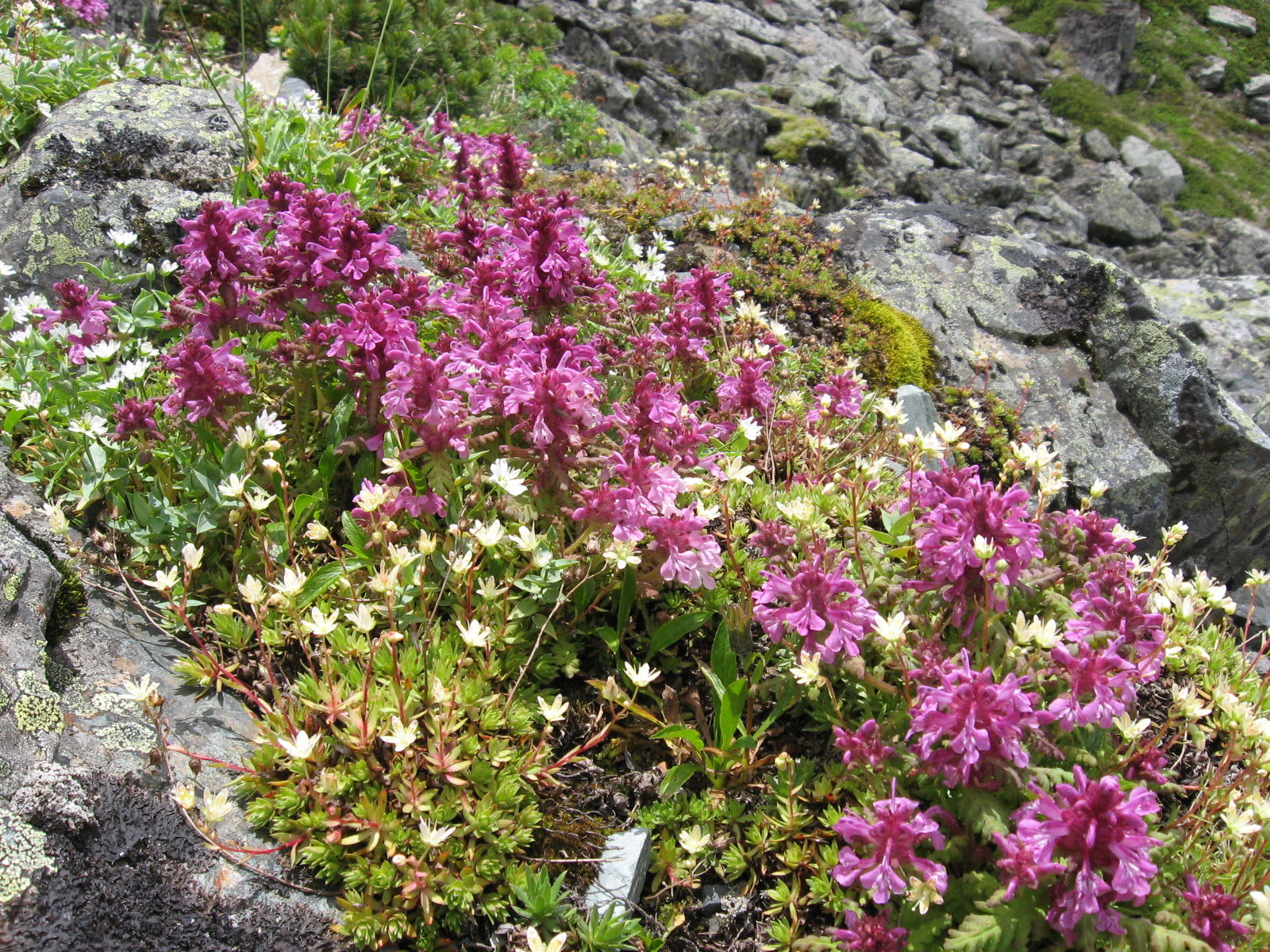
L'habitat e l'habitus

Queste piante sono alte da 5 a 20 cm (massimo 30 cm). La forma biologica è emicriptofita scaposa (H scap), ossia in generale sono piante erbacee, a ciclo biologico perenne, con gemme svernanti al livello del suolo e protette dalla lettiera o dalla neve e sono dotate di un asse fiorale eretto e spesso privo di foglie. Sono inoltre piante parassite: le radici mostrano organi specifici per nutrirsi della linfa di altre piante.

### Radici
Le radici, grosse e carnose (a fittone), si distribuiscono a raggiera cercando di raggiungere le radici di altre piante per succhiarne la linfa.

### Fusto
La parte aerea del fusto è eretta e semplice, di colorazione scura e sezione tetragona. La superficie è percorsa da 4 linee di peli, altrimenti è glabra o setolosa. Per ogni pianta si possono generare da 1 a 7 fusti (quelli centrali sono eretti, mentre quelli laterali sono ascendenti). 

### Foglie

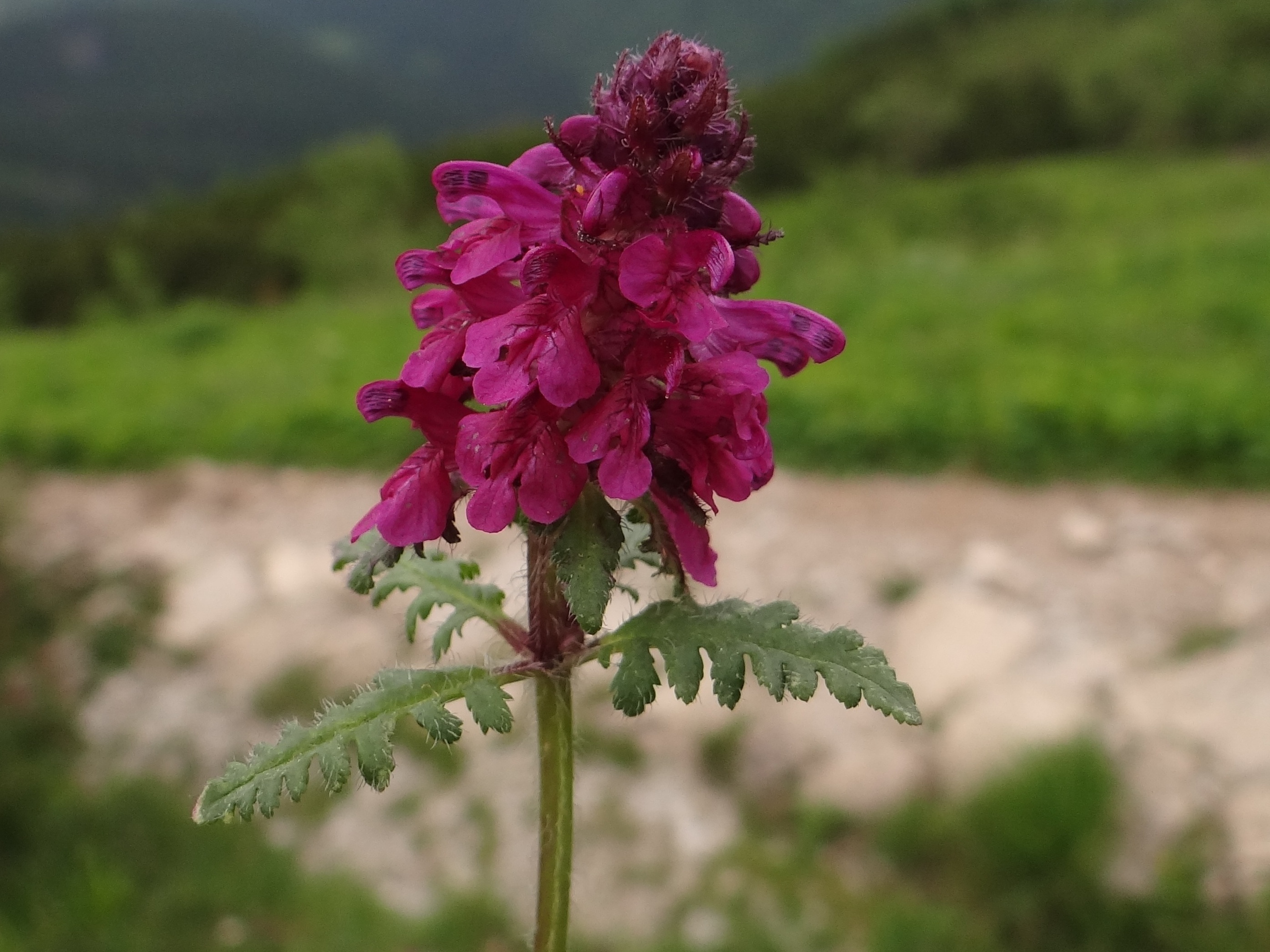
Le foglie verticillate

Le foglie si distinguono in basali, cauline e bratteali (quelle dell'infiorescenza). Quelle basali sono persistenti, disposte in rosette con lamina da oblunga a lineare-lanceolata di tipo pennatosetta e con segmenti da 6 a 10 copie, crenati; il picciolo è lungo 3 cm con peli biancastri. Le foglie cauline in genere sono disposte in verticilli distanziati di 3 - 4 foglie; sono provviste di brevi piccioli o subsessili e progressivamente sono ridotte. Le foglie bratteali sono sessili. Dimensione delle foglie basali: larghezza 4 – 5 mm; lunghezza 30 – 35 mm.

### Infiorescenza

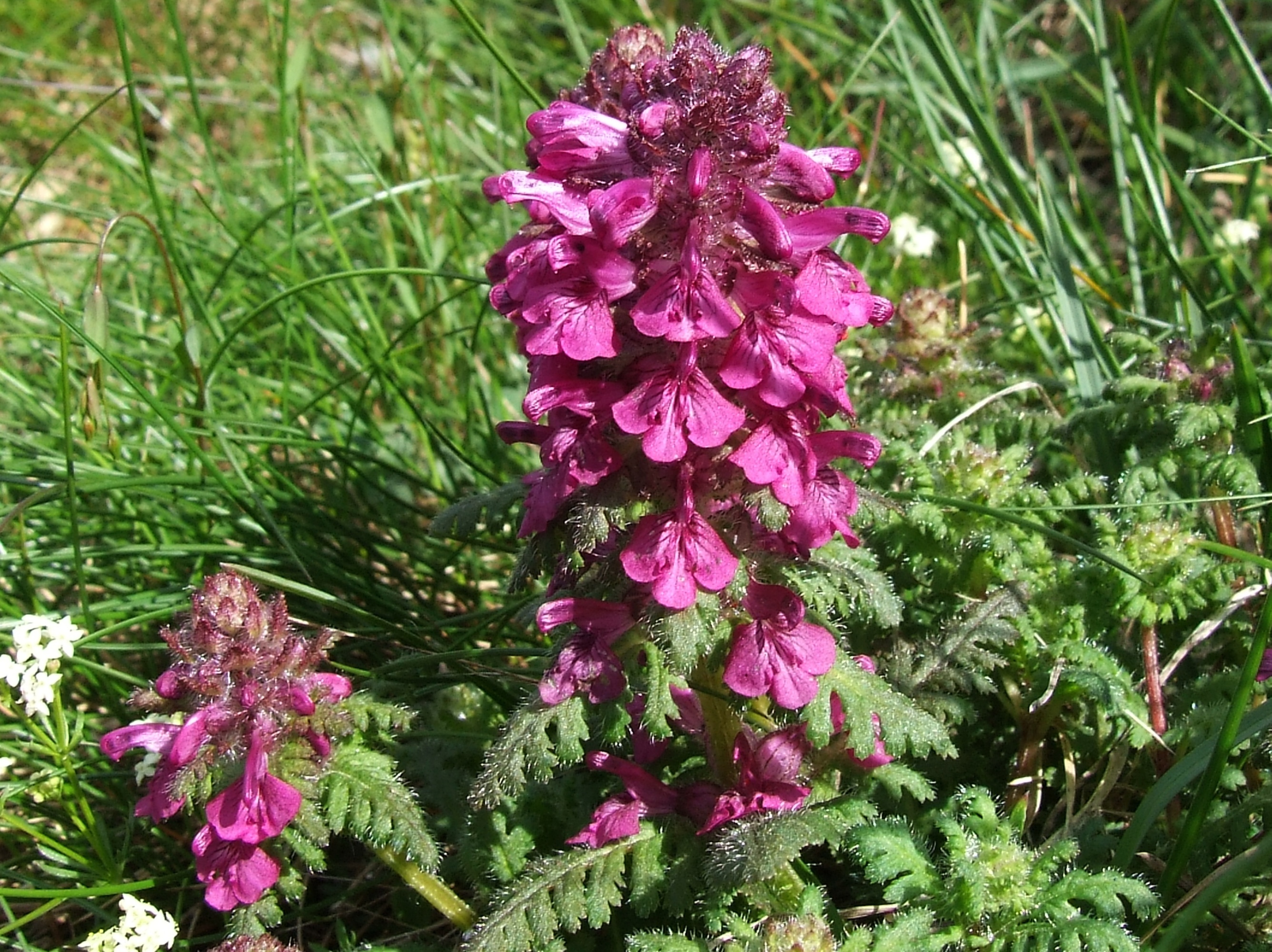
Infiorescenza

Le infiorescenze sono formate da spighe dense e brevi. Le brattee dell'infiorescenza sono più lunghe dei fiori basali.

### Fiore
I fiori sono ermafroditi, zigomorfi (del tipo bilabiato), tetrameri, ossia con quattro verticilli (calice – corolla - androceo – gineceo) e pentameri (la corolla e il calice sono a 5 parti). Lunghezza del fiore: 12 – 16 mm.
- Formula fiorale: per questa pianta viene indicata la seguente formula fiorale:

X, K (5), [C (2+3), A 2+2], G (2), (supero), capsula
- Calice:il calice è gamosepalo, irsuto, a forma ovoide rigonfia (la base del calice è un tubo campanulato), con tre-cinque dentelli brevissimi disuguali; la consistenza è membranosa. Il colore è violaceo specialmente sui nervi. Lunghezza del calice: 4 mm.
- Corolla: la corolla è gamopetala, tubolare alla base e quindi bilabiata a fauci aperte; il tubo è piegato alla base. Il labbro superiore della corolla è arrotondato; quello inferiore è patente con tre lobi più o meno uguali. Il colore della corolla è roseo-purpureo (raramente pallida). Lunghezza del tubo: 7 – 8 mm. Dimensione del labbro superiore: 5 – 6 mm.
- Androceo: l'androceo possiede quattro stami didinami (due grandi e due piccoli). I filamenti sono inseriti più o meno alla base della corolla. Le antere, dissimulate sotto il cappuccio del labbro superiore sono strettamente unite da una fitta peluria. La maturazione del polline è contemporanea allo stigma.[13]
- Gineceo: l'ovario è supero formato da due carpelli ed è biloculare. Lo stilo inserito all'apice dell'ovario è del tipo filiforme; lo stigma è semplice ed è protruso oltre il cappuccio della corolla in modo da evitare l'auto-impollinazione.[13]
- Fioritura: da maggio a agosto.

### Frutti
Il frutto è una capsula loculicida bivalve a forma ovoide sormontata da un becco lungo il doppio del calice. I semi sono pochi a forma angolosa. Dimensione della capsula: 15 – 20 mm. Dimensione dei semi: 1,8 mm.

## Riproduzione
- Impollinazione: l'impollinazione avviene tramite insetti (impollinazione entomogama).
- Riproduzione: la fecondazione avviene fondamentalmente tramite l'impollinazione dei fiori (vedi sopra).
- Dispersione: i semi cadendo a terra sono dispersi soprattutto da insetti tipo formiche (disseminazione mirmecoria).

## Distribuzione e habitat

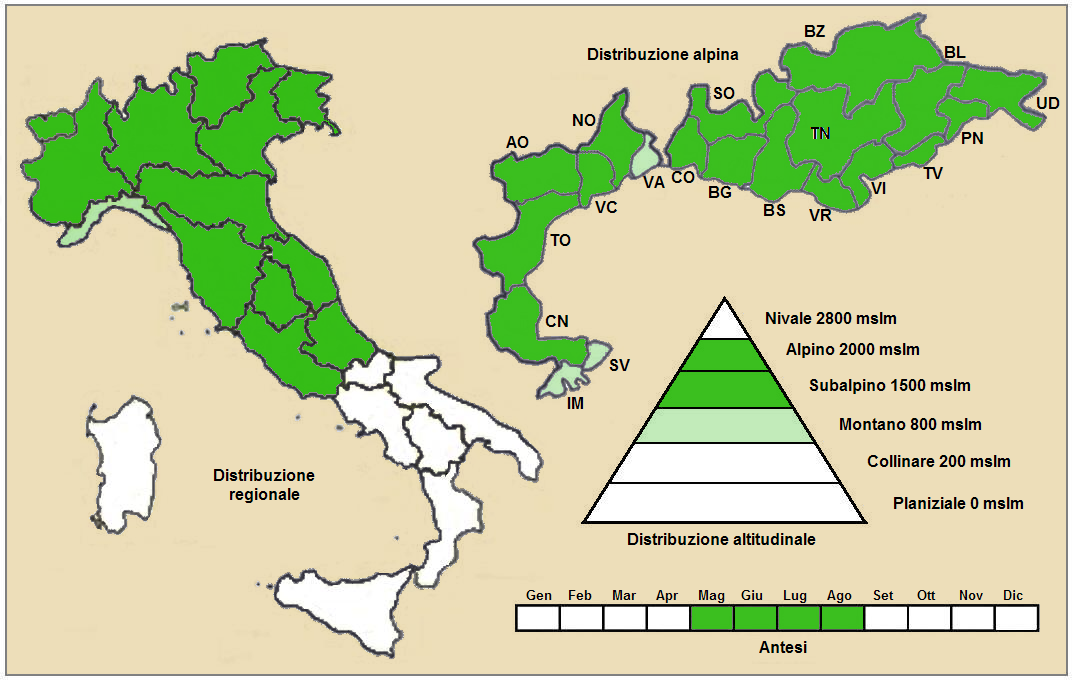
Distribuzione della pianta
(Distribuzione regionale – Distribuzione alpina)

- Geoelemento: il tipo corologico (area di origine) è Circum-Artico-Alpino.
- Distribuzione: in Italia questa specie è comune e si trova al Nord e al Centro a quote alte. Fuori dall'Italia, nelle Alpi, questa specie si trova in Francia (dipartimenti di Alpes-de-Haute-Provence, Hautes-Alpes, Alpes-Maritimes, Drôme, Isère, Savoia e Alta Savoia), in Svizzera (cantoni Berna, Vallese, Ticino e Grigioni), in Austria (Länder del Vorarlberg, Tirolo Settentrionale, Tirolo Orientale, Salisburgo, Carinzia, Stiria, Austria Superiore e Austria Inferiore) e in Slovenia. Sugli altri rilievi europei collegati alle Alpi si trova nel Massiccio Centrale, Pirenei, Monti Balcani e Carpazi.[15] Fuori dall'Europa è presente negli altopiani artici asiatici, Cina, Mongolia, Giappone e Nord America.[12]
- Habitat: l'habitat tipico per questa pianta sono i prati e i pascoli subalpini e alpini; ma anche le torbiere basse. Il substrato preferito è calcareo ma anche calcareo/siliceo con pH basico, bassi valori nutrizionali del terreno che deve essere umido.[15]
- Distribuzione altitudinale: sui rilievi queste piante si possono trovare da 1500 fino a 2400 m s.l.m. (raramente dai 800 ai 2800 m s.l.m.); frequentano quindi i seguenti piani vegetazionali: quello subalpino e quello alpino e in parte quello montano.

### Fitosociologia
Dal punto di vista fitosociologico Pedicularis verticillata appartiene alla seguente comunità vegetale:
Formazione: delle comunità delle praterie rase dei piani subalpino e alpino con dominanza di emicriptofite
Classe: Elyno-Seslerietea variae

## Tassonomia
La famiglia di appartenenza della specie (Orobanchaceae) comprende soprattutto piante erbacee perenni e annuali semiparassite (ossia contengono ancora clorofilla a parte qualche genere completamente parassita) con uno o più austori connessi alle radici ospiti. È una famiglia abbastanza numerosa con circa 60 - 90 generi e oltre 1700 - 2000 specie (il numero dei generi e delle specie dipende dai vari metodi di classificazione) distribuiti in tutti i continenti. Il genere Pedicularis comprende 400-500 specie (il genere più numeroso della famiglia con distribuzione quasi cosmopolita - manca in Africa e Australia) delle quali 23 sono presenti nella flora spontanea italiana.

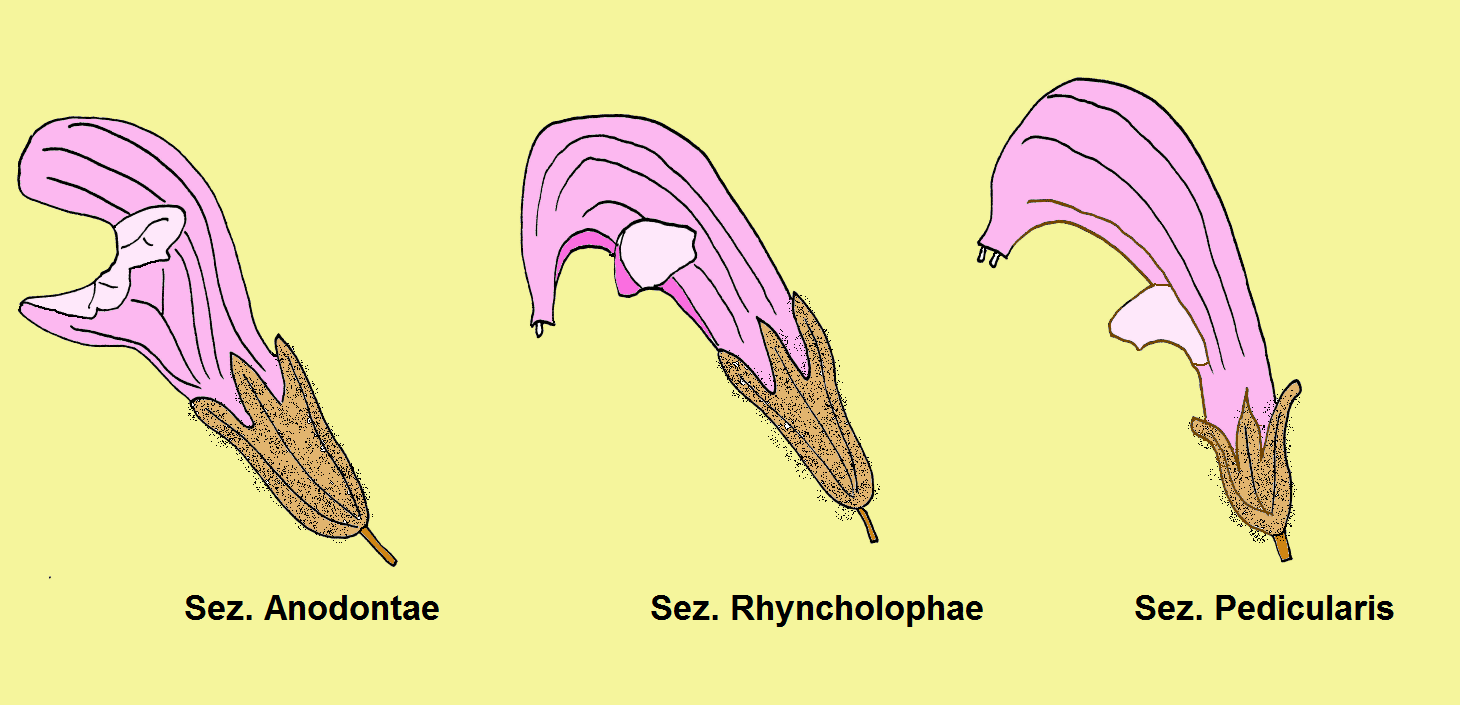
Le tre sezioni del genere

La classificazione del genere è difficile in quanto la forma del fiore è molto simile tra specie e specie; inoltre il colore della corolla nel secco è indistinguibile. Pignatti nella "Flora d'Italia" divide le specie spontanee della flora italiana in tre gruppi in base alla forma del labbro superiore (vedi il disegno):
- Sez. Anodontae: l'apice del labbro superiore della corolla è arrotondato (né rostrato e né dentato).
- Sez. Rhyncholophae: il labbro superiore della corolla è più o meno falcato e termina in un becco allungato.
- Sez. Pedicularis: il labbro superiore della corolla è provvisto di due dentini sotto la parte falcata.

La specie P. verticillata appartiene alla sez. Anodontae.
Il numero cromosomico di P. verticillata è: 2n = 12/16.

### Filogenesi
Secondo una recente ricerca di tipo filogenetico la famiglia Orobanchaceae è composta da 6 cladi principali nidificati uno all'interno dell'altro. Il genere Pedicularis si trova nel quarto clade (relativo alla tribù Pedicularideae). All'interno della tribù il genere è in posizione "gruppo fratello" al resto dei generi della tribù.

### Sottospecie
Per questa specie sono indicate tre sottospecie:
- Pedicularis verticillata subsp. verticillata: è la stirpe presente nella flora spontanea italiana; queste piante sono almeno in parte glabre con foglie profondamente pennatopartite e segmenti larghi 1 – 2 mm, con calice generalmente a tre lobi, piccole corolle e capsule strette.
- Pedicularis verticillata subsp. latisecta (Hultén) Tsoong, 1963: queste piante sono almeno in parte glabre con foglie meno profondamente pennatopartite e segmenti larghi 3 – 4 mm, con calice generalmente a tre lobi, piccole corolle e capsule strette.
- Pedicularis verticillata subsp. tangutica (Bonati) Tsoong, 1963: queste piante sono del tutto pubescenti con calice generalmente a cinque lobi, larghe corolle e capsule ampie.

### Sinonimi
Questa entità ha avuto nel tempo diverse nomenclature. L'elenco seguente indica alcuni tra i sinonimi più frequenti:
- Pedicularis verticillata var. latisecta Hultén (sinonimo della sottospecie latisecta)
- Pedicularis bonatiana H.L. Li (sinonimo della sottospecie tangutica)
- Pedicularis tangutica Bonati (sinonimo della sottospecie tangutica)
- Pediculariopsis verticillata (L.) Á.Löve & D.Löve
- Pedicularis calosantha  H.L. Li
- Pedicularis menziesii  Benth.
- Pedicularis sikangensis  H.L. Li
- Pedicularis stevenii  Bunge

## Altre notizie
La pedicolare a foglie verticillate in altre lingue è chiamata nei seguenti modi:
- (DE)  Quirlblättriges Läusekraut
- (FR)  Pédiculaire verticillée